# Сребърните гривни
,,Сребърните гривни" е една от първите рок-групи в България.

## История
Сформирана е в София от Валентин Стефанов („Вальо Гривната“) и Александър Петрунов („Сашо Гривната“). От септември 1962 г. те свирят с различни китаристи и барабанисти под имена на групата като „Little Shadows“ и „The Fire Boys“ („Огнените момчета“). През септември 1965 г. групата получава името „Сребърните гривни“. Тогава тя е в състав:
- Валентин Стефанов („Вальо“) – соло-китара и вокал
- Александър Петрунов („Сашо“) – бас-китара и вокал
- Трошан Владовски („Троши“) – ритъм-китара и вокал
- Жорж-Ян Банов („Жорж“) – барабани и вокал

Първите пиеси са кавъри на The Shadows, The Kinks и др., като в тях се включва и Борис Гуджунов. Впоследствие групата изпълнява обработки на български народни песни, с които постига успех в България и чужбина. По това време с тях пее и Георги Минчев. Известни песни на „Сребърните гривни“ са „Вечеряй, Радо“, „Пустоно лудо и младо“, „Ела се вие, превива“, „Сватба се вдига, майно льо“ (музика Ангел Заберски, за фестивала „Златният Орфей“), „Зарезан“, „Проксима“.
През 2011 г. основателите на групата Валентин Стефанов и Александър Петрунов я възраждат, като започват съвместни записи от разстояние, които поместват в своя Ютюб канал.
Любопитна подробност е, че макар и съставът да е записвал песни, те са издавани от „Балкантон“ само в сборни плочи с други изпълнители. „Сребърните гривни“ нямат самостоятелен студиен албум, с изключение на една малка плоча – „Сребърните гривни и Георги Минчев“ – изд. Балкантон, кат. № ВТК 2900, с две народни песни („Пустоно лудо и младо“ и „Дай си, Въсе, ръчицата“ – двете в обр. на Г. Станков), като солист е Георги Минчев.